# اس‌ام یوسی-۱۰۹
اس‌ام یوسی-۱۰۹ (به انگلیسی: SM UC-109) یک زیردریایی است که طول آن ۱۸۵ فوت ۵ اینچ (۵۶٫۵۲ متر) می‌باشد. این زیردریایی در سال ۱۹۱۸ ساخته شد.